# Megaselia pleurofascia
Megaselia pleurofascia är en tvåvingeart som beskrevs av Borgmeier 1962. Megaselia pleurofascia ingår i släktet Megaselia och familjen puckelflugor. Inga underarter finns listade i Catalogue of Life.